# أكاديمية تشيكوسلوفاكيا للعلوم
أكاديمية العلوم التشيكوسلوفاكيا أنشئت في عام 1953 لتكون المركز العلمي لتشيكوسلوفاكيا. وقد خلفتها الأكاديمية التشيكية للعلوم والأكاديمية السلوفاكية للعلوم في عام 1992.

## التاريخ
تأسست الجمعية الملكية التشيكية للعلوم والتي شملت العلوم الإنسانية والعلوم الطبيعية في أراضي التاج التشيكي في عام 1784. بعد أن وصل النظام الشيوعي الاستبدادي إلى السلطة في تشيكوسلوفاكيا في عام 1948 جميع المؤسسات العلمية والغير جامعية والمجتمعات العلمية تم حلها وبدلا من ذلك تأسست أكاديمية العلوم التشيكوسلوفاكية بموجب القانون رقم 52/1952 وتضم مجمع معاهد البحوث. كانت الأكاديمية السلوفاكية للعلوم التي أُنشئت في عام 1942 وأعيد تأسيسها في عام 1953 جزءًا رسميًا من أكاديمية العلوم التشيكوسلوفاكية من عام 1960 إلى عام 1992. وقد تعرضت الأكاديمية لضغط إيديولوجي كبير حتى سقوط النظام الشيوعي في عام 1989. في عام 1992 أنشئت أكاديمية العلوم في الجمهورية التشيكية بموجب القانون رقم 283/1992.